# 岡部昌幸
岡部 昌幸（おかべ まさゆき、1957年11月17日 - ）は、日本の美術評論家、写真評論家。帝京大学文学部名誉教授。荏原 畠山美術館館長。専門は、美術史、写真史（特に近代美術）。日本芸術のみならず、海外の芸術にも精通しており、能や茶会、アンティーク（西洋骨董）検定の紹介も後述する帝京大学ほか複数の大学の講義で行なっている。

## 経歴
神奈川県横浜市出身。早稲田大学第一文学部（美術史専攻）卒業後、同大学大学院文学研究科芸術学(美術史)専攻博士前期課程修了。
横浜美術館の開設準備室で、写真収集・研究に関連して嘱託として働く。東京都庭園美術館専門調査員や帝京大学の非常勤講師を経て、1992年帝京大学文学部史学科専任講師に就任。1997年に助教授、2012年教授、2023年名誉教授。
2017年2月には群馬県立近代美術館館長(2020年4月より職名変更「特別館長」2025年3月まで)に就任。ほかに荏原 畠山記念館館長、東御市梅野記念絵画館・ふれあい館館長、日本フェノロサ学会会長なども務める。
専攻は西洋近代美術および日本近代美術、写真史、装飾美術史、ジャポニスム。リヴィジョニズムとグローバル・アート・ヒストリーの視点で，ネグレクト(不当に評価)された美術、分野、美術家を歴史的に研究、啓蒙し、展覧会の企画を行う。（館長紹介｜梅野記念絵画館･ふれあい館より　2025年4月2日閲覧）

## 主要著書
- すぐわかる画家別西洋絵画の見かた（東京美術、2002年）
- すぐわかる 作家別アール・ヌーヴォーの美術（東京美術、2003年）
- すぐわかる画家別水彩画の見かた（東京美術、2004年）
- すぐわかる作家別写真の見かた（東京美術、2005年）
- 近代美術の都モスクワ（東洋書店、2002年）
- ジャポニズム入門（ジャポニスム学会・編、思文閣出版、2000年）
  - 執筆部分：第6項目「アメリカ—東回りとフェミニズムのジャポニスム」
  - 他の執筆者：高階秀爾、小林利延、三浦篤、宮崎克己、渡辺俊夫、圀府寺司、高木陽子、桑原節子、馬淵明子、近藤映子、荒屋鋪透、遠藤望、鈴木博之、鶴園紫磯子、横江文憲、深井晃子
- 写真で見る江戸東京（芳賀徹と共著、新潮社とんぼの本、1992年）
- 名画美術館I 全国編（岡部昌幸・監修、ジェイティビィパブリッシング、2007年）
- 名画美術館II 首都圏編（岡部昌幸・監修、ジェイティビィパブリッシング、2007年）
- よくわかる国宝 国宝でたどる日本文化史（岡部昌幸・監修、ジェイティビィパブリッシング、2009年）
- 21の名画を愉しむ―本物を見る眼とは（青春出版社、1999年）
- 21の日本の名画を愉しむ―時代を映す美の真髄（青春出版社、1999年）
- ピカソの「正しい」鑑賞法（青春文庫、2000年）
- ゴッホの「正しい」鑑賞法（青春文庫、2000年）
- 教養としての名画―「モナ・リザ」の微笑はなぜ神秘的に見えるのか（青春出版社、2004年）
- 図解で解読 名画は、ここを読む!（宝島社、2005年）
- 盗まれたダ・ヴィンチ―世界を震撼させた16の事件薄（青春文庫、2006年）
- 迷宮の美術史 名画贋作（青春出版社、2006年）
- この一冊で日本と西洋の名画がわかる!（青春出版社、2010年）
- 渡辺省亭 ―花鳥画の孤高なる輝き―（岡部昌幸・監修、東京美術、2017年）

## 翻訳
- アーノルド ヤポニカ (新異国叢書 (第3輯8))（サー・E・アーノルド著、雄松堂出版、2003年）
- フィンセント・ファン・ゴッホ―油彩と素描 没後100年大回顧展の記録（ヨハンネス ファン・デル・ウォルク、ルイ ファン・ティルボルフ、シラール ファン・ヒューフテン：編、岡部昌幸＋リリーフシステムズ：翻訳、同朋舎出版、1994年）